# Kierzkowo (Szczecinek)
Pour l’article homonyme, voir Kierzkowo.
Kierzkowo est une localité polonaise de la gmina mixte de Biały Bór située dans le powiat de Szczecinek en voïvodie de Poméranie-Occidentale. Elle se trouve à environ 23 km au nord-est de Szczecinek et 159 km à l'est de la capitale régionale Szczecin.

## Géographie

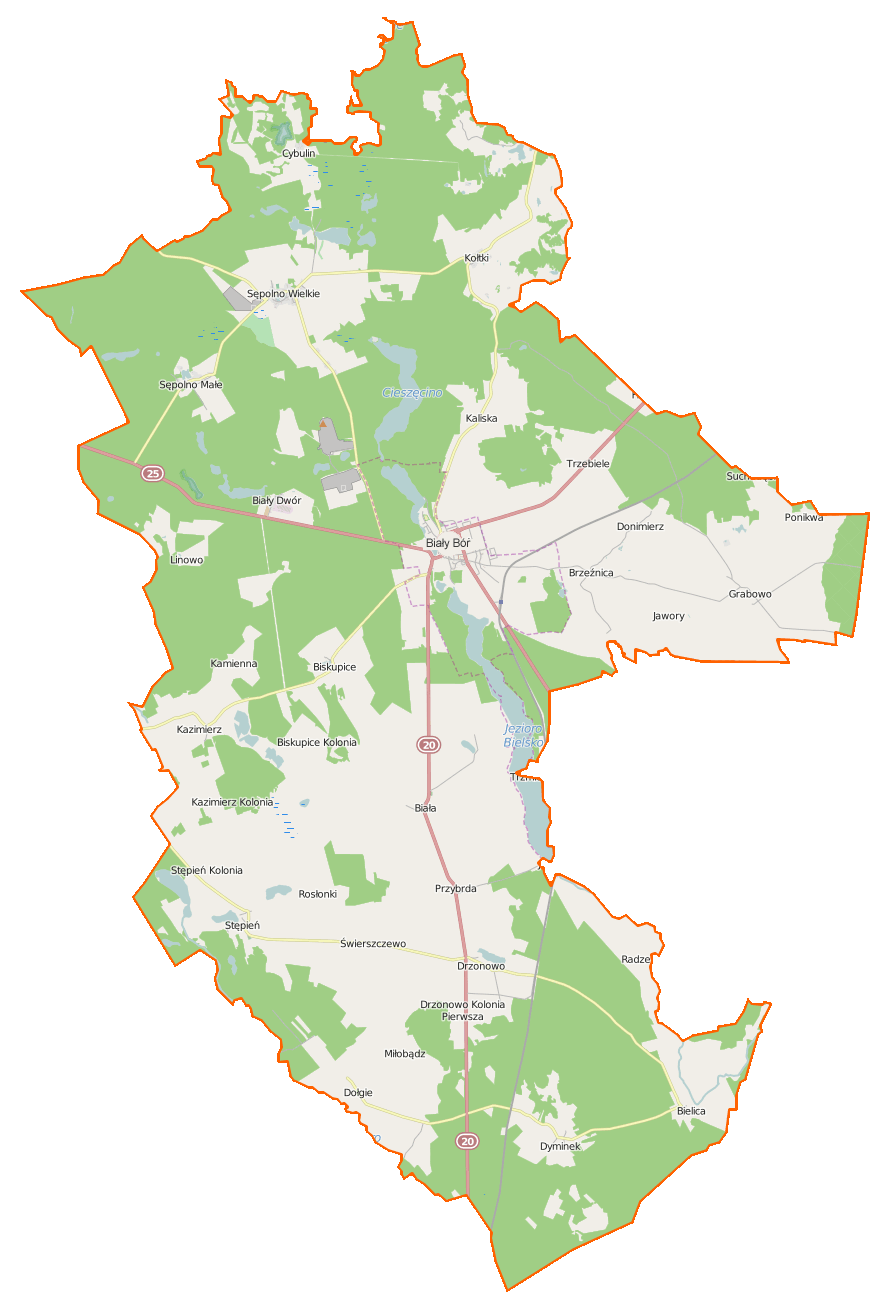
Carte de la gmina de Biały Bór.